# Mercogliano
Mercogliano là một đô thị (comune) thuộc tỉnh Avenllino trong vùng Campania của Ý. Mercogliano có diện tích 19,76 km2, dân số là 12.379 người (thời điểm năm 2007).